# Artículo Sesenta y Cinco Reforma Agraria
Artículo Sesenta y Cinco Reforma Agraria är en ort i Mexiko.   Den ligger i kommunen Loma Bonita och delstaten Oaxaca, i den sydöstra delen av landet, 400 km sydost om huvudstaden Mexico City. Artículo Sesenta y Cinco Reforma Agraria ligger 74 meter över havet och antalet invånare är 107.
Terrängen runt Artículo Sesenta y Cinco Reforma Agraria är huvudsakligen platt, men västerut är den kuperad. Terrängen runt Artículo Sesenta y Cinco Reforma Agraria sluttar österut. Runt Artículo Sesenta y Cinco Reforma Agraria är det ganska glesbefolkat, med 24 invånare per kvadratkilometer. Närmaste större samhälle är Playa Vicente, 9,3 km öster om Artículo Sesenta y Cinco Reforma Agraria. Omgivningarna runt Artículo Sesenta y Cinco Reforma Agraria är en mosaik av jordbruksmark och naturlig växtlighet.